# Йоган Торбеке
Йоган Рудольф Торбеке (14 січня 1798, Зволле — 4 червня 1872, Гаага) — вчений і державний діяч Нідерландів.

## Життєпис
Народився 14 січня 1798 року. Навчався з 1817 по 1820 рр. у Лейденському університеті за спеціальністю філологія. З 1820 по 1824 рр. навчався у Геттінгенському університеті та інших університетах Німеччини. З 1825 по 1830 був професором у Генті, з 1830 р. — у Лейдені. У 1840 р. очолив Ліберальну партію. Тричі був прем'єр-міністром Нідерландів: 1849—1853, 1862—1866, 1871—1872. За його правління були проведені деякі демократичні реформи, зокрема скасування рабства у колонії Вест-Індія у 1862 р. Помер 4 червня 1872 р.